# Elhovo (Nikolaevo), Stara Zagora
Elhovo (în bulgară Елхово) este un sat în comuna Nikolaevo, regiunea Stara Zagora,  Bulgaria. 

## Demografie
Componența etnică a satului Elhovo
     Nicio identificare (32,38%)
     Turci (2,64%)
     Bulgari (64,96%)
     Romi (0%)
La recensământul din 2011, populația satului Elhovo era de 491 locuitori. Din punct de vedere etnic, majoritatea locuitorilor (64,96%) erau bulgari, cu o minoritate de turci (2,64%). Pentru 32,38% din locuitori nu este cunoscută apartenența etnică.